# Hermann Buß
Hermann Buß (* 1951 in Neermoor) ist ein deutscher Pädagoge, Maler und Plakatkünstler. Seine gelegentlich surrealistisch anmutenden Werke können dem Fotorealismus zugeordnet werden.

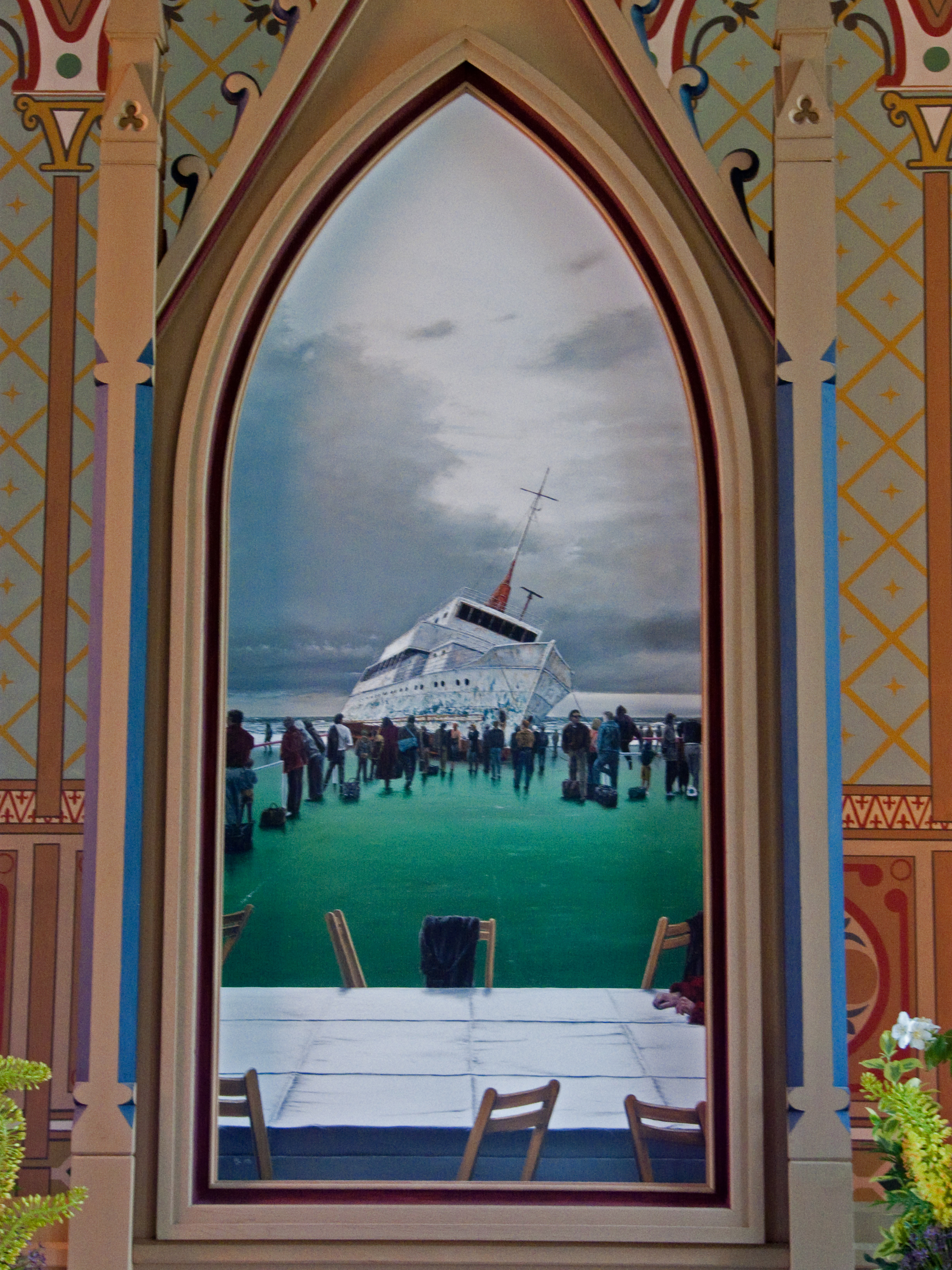
Altarretabel der Inselkirche Langeoog

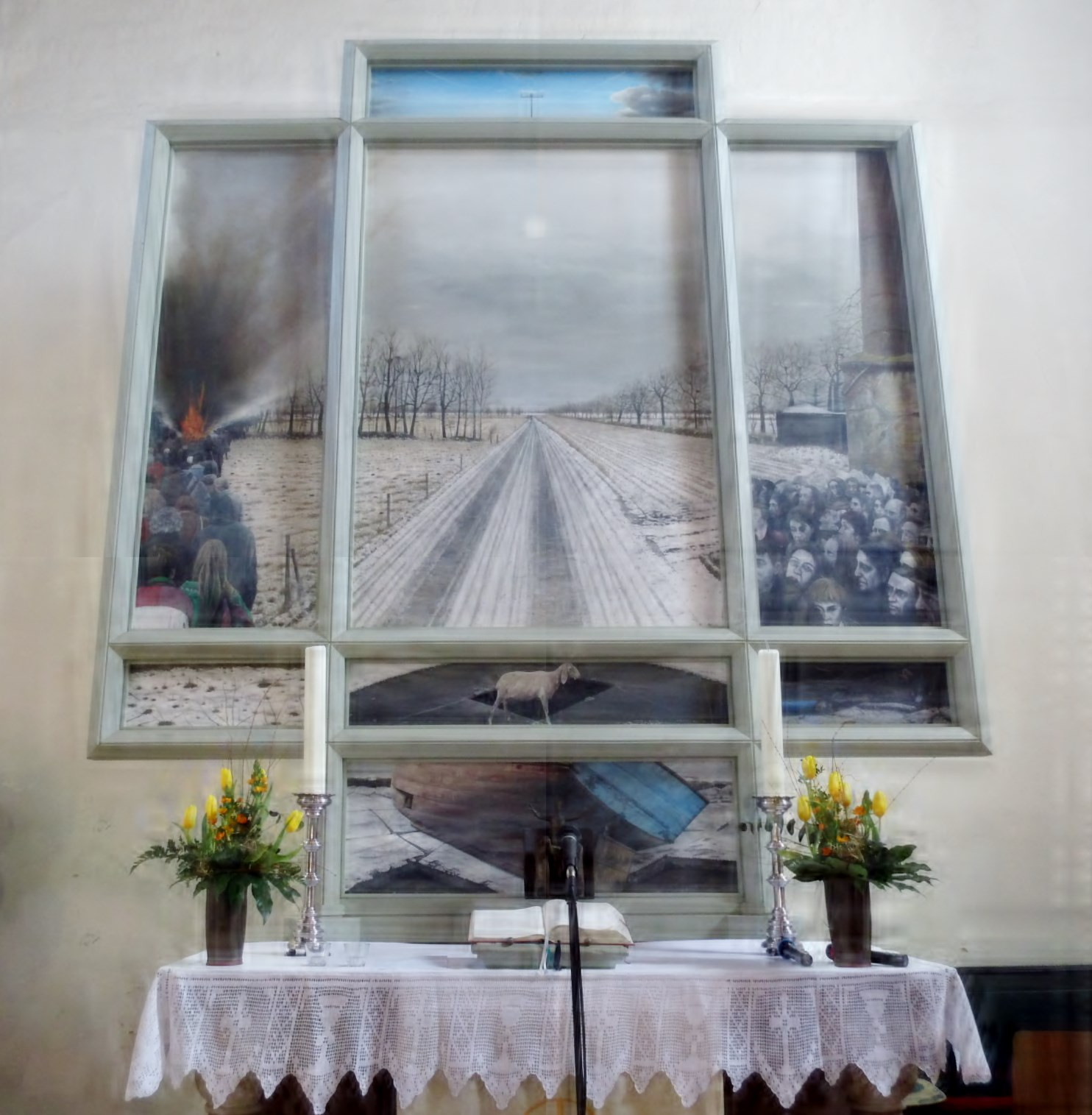
Altarretabel der Ardorfer Kirche

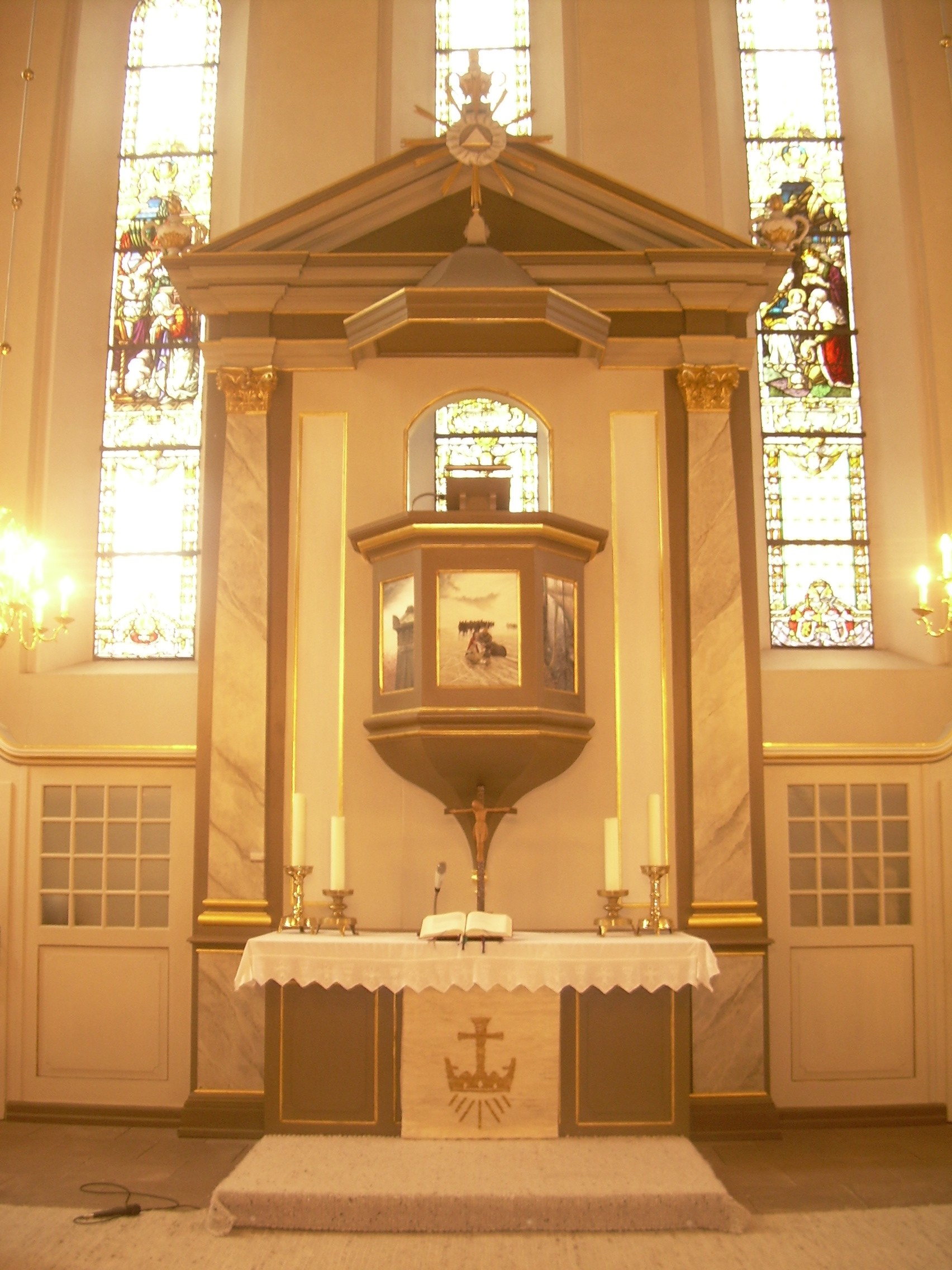
Kanzel der Klosterkirche Oldenstadt

## Leben
Buß studierte nach dem Abitur Kunstpädagogik an der Universität Oldenburg. Von 1976 bis 2013 lebte er zunächst als Lehrer, später als freischaffender Künstler in Norden. Heute wohnt er in Leer.
1985 erhielt er das Schwalenberg-Stipendium des Landesverbandes Westfalen-Lippe. Buß schuf unter anderem mehrere Altarbilder für evangelische Kirchen in Niedersachsen.

## Werke (Auswahl)
- Altarretabel für die Inselkirche Langeoog (1990)
- Plakat für das Evangelische Missionswerk Deutschland 1492–1992. Was gibt es zu feiern? (1992)
- Plakat für das Evangelische Missionswerk Deutschland Wie im Himmel, so auf Erden (1994)
- Altarretabel für die romanische Kirche in Ardorf (Ostfriesland) (1997)
- Altarretabel für die klassizistische Kirche in Warzen (1998)
- Altarretabel (Triptychon) für die St.-Briccius-Kirche in Adenstedt (2005) Abbildung
- Bilderreihe für den Kanzelkorb der Klosterkirche in Oldenstadt (2006)
- Bilderzyklus in der Johanniskapelle des Klosters Loccum (2012)[2][3][4][5]